# Mars 1772
Cette page présente les faits marquants du mois de mars 1772.

## Événements
- 3 mars : l’explorateur français Marion Dufresne atteint l’actuelle Marion Bay (en), en Tasmanie[1]. Il est mal accueilli par les Aborigènes et ordonne à ses hommes d’ouvrir le feu.
- 26 mars : fondation de Porto dos Casais future Porto Alegre[2].